# روبن جونز غان
روبن جونز غان (بالإنجليزية: Robin Jones Gunn)‏ (18 أبريل 1955، ويسكونسن في الولايات المتحدة)؛ روائية أمريكية.